# Barrfackelblomster
Barrfackelblomster (Lythrum thymifolia) är en fackelblomsväxtart som beskrevs av Carl von Linné. Enligt Catalogue of Life ingår Barrfackelblomster i släktet fackelblomstersläktet och familjen fackelblomsväxter, men enligt Dyntaxa är tillhörigheten istället släktet fackelblomstersläktet och familjen fackelblomsväxter. Arten har ej påträffats i Sverige. Inga underarter finns listade i Catalogue of Life.